# Cloris Leachman
Cloris Deise Leachman (Des Moines, 30 de abril de 1926 – Encinitas, 26 de janeiro de 2021) foi uma atriz estadunidense.

## Biografia
Cloris Leachman era a mais velha de três irmãs e filha de Buck e Cloris Leachman. Formou-se em dramaturgia na Universidade Northwestern quando era membro do Gamma Phi Beta e colega de classe do futuro ator cômico Paul Lynde. Ela se considerava ateia.
Começou a aparecer na televisão e em filmes um pouco depois de competir como Miss América e Miss Chicago em 1946.
Foi agraciada com um Óscar de melhor atriz secundária em 1972 pela atuação em The Last Picture Show, e um Globo de Ouro de melhor atriz em série de comédia ou musical em 1976 pelo trabalho em Phyllis, além de oito prêmios Emmy.
Um de seus personagens mais marcantes na televisão, foi o de Phyllis Lindstrom, na série The Mary Tyler Moore Show.
Morreu em 26 de janeiro de 2021, aos 94 anos, em Encinitas.

## Trabalhos

### Cinema
- Carnegie Hall (1947)
- Kiss Me Deadly (1955)
- The Rack (1956)
- The Chapman Report (1962)
- Butch Cassidy and the Sundance Kid (1969)
- WUSA (1970)
- The People Next Door (1970)
- Lovers and Other Strangers (1970)
- The Steagle (1971)
- The Last Picture Show (1971)
- Charley and the Angel (1973)
- Dillinger (1973)
- Happy Mother's Day, Love George (1973)
- Daisy Miller (1974)
- Young Frankenstein (1974)
- Crazy Mama (1975)
- The Mouse and His Child (1977) (voz)
- High Anxiety (1977)
- The North Avenue Irregulars (1979)
- The Muppet Movie (1979)
- Scavenger Hunt (1979)
- Herbie Goes Bananas (1980)
- Foolin' Around (1980)
- Yesterday (1981)
- History of the World, Part I (1981)
- My Little Pony: The Movie (1986) (voz)
- Castle in the Sky (1986) (voz, na versão dublada inglesa, de 2003)
- Walk Like a Man (1987)
- Going to the Chapel (1988)
- Hansel and Gretel (1988)
- Prancer (1989)
- Texasville ([1990)
- Love Hurts (1991)
- The Giant of Thunder Mountain (1991)
- Picture This: The Times of Peter Bogdanovich in Archer City, Texas (1991) (documentário)
- Double Double Toil and Trouble (1993)
- My Boyfriend's Back (1993)
- The Beverly Hillbillies (1993)
- A Troll in Central Park (1994) (voz)
- Nobody's Girls: Five Women of the West (1995) (documentário)
- Now and Then (1995)
- Beavis and Butt-Head Do America (1996) (voz)
- Never Too Late (1996)
- Gen¹³ (1999) (voz) (não lançado)
- The Iron Giant (1999) (voz)
- Music of the Heart (1999)
- Hanging Up (2000)
- The Amati Girls (2001)
- Manna from Heaven (2002)
- Alex & Emma (2003)
- Bad Santa (2003)
- Spanglish (2004)
- Buzz (2005) (documentário)
- The Longest Yard (2005)
- Sky High (2005)
- The Californians (2005)
- Scary Movie 4 (2006)
- Beerfest (2006)
- Lake Placid 2 (2007)
- Love Takes Wing (2007)
- The Women (2008)
- American Cowslip (2009)
- Ponyo (2009) voz de Noriko
- Inglourious Basterds (2009; cenas cortadas)
- New York, I Love You (2009)
- The Story of Bonnie and Clyde (2010)
- Expecting Mary (2010)
- Padrinhos LTDA (2015)

Curta-metragem:
- My Strange Uncle (1981)

### Televisão

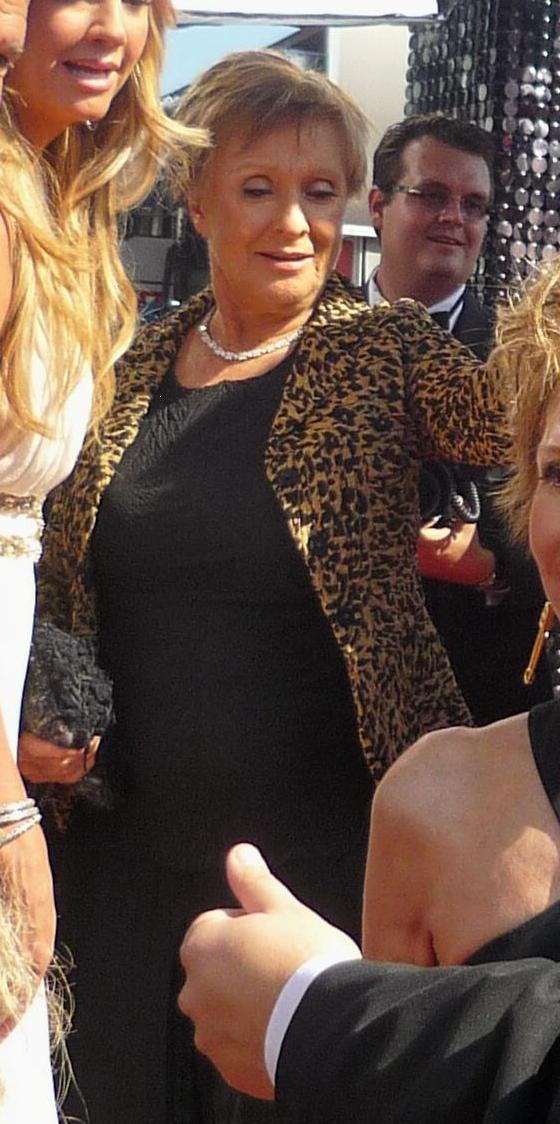
Cloris Leachman no Emmy de 2008

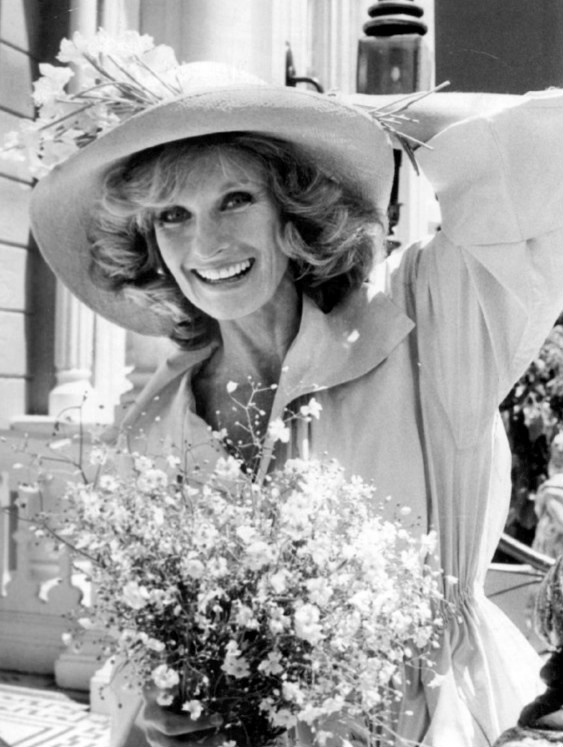
Como Phyllis, personagem de The Mary Tyler Moore Show, em foto de 1974

- Hold It Please (1949) (cancelado após três episódios)
- Charlie Wild, Private Detective (1950 - 1952)
- Bob and Ray (regular em 1952)
- Lassie (membro do elenco de 1957 - 1958)
- Alfred Hitchcock Presents episódio: "Don't emterrupt"
- Johnny Staccato como Jessica Winthrop em "Solomon" (1960)
- The Man in the Moon (1960)
- The Twilight Zone 1 episódio: "It's a Good Life" (1961)
- The Road West (1967)
- Adam-12 (1968) (série; dois episódios)
- Silent Night, Lonely Night (1969)
- The Mary Tyler Moore Show (membro do elenco de 1970 - 1975)
- Suddenly Single (1971)
- Haunts of the Very Rich (1972)
- Of Thee I Sing (1972)
- A Brand New Life (1973)
- Crime Club (1973) (piloto)
- Dying Room Only (1973)
- The Migrants (1974)
- Hitchhike! (1974)
- Pete 'n' Tillie (1974) (piloto)
- Thursday's Game (1974)
- Ernie, Madge and Artie (1974) (piloto)
- Death Sentence (1974)
- Rhoda (1974)
- Someone I Touched (1975)
- Ladies of the Corridor (1975)
- A Girl Named Sooner (1975)
- Phyllis (1975 - 1977)
- Death Scream (1975)
- Wonder Woman (1975) (1 episódio, piloto)
- The Love Boat (1976) (piloto de série)
- It Happened One Christmas (1977)
- Long Journey Back (1978)
- Backstairs at the White House (1979) (minissérie)
- Willa (1979)
- Mrs. R's Daughter (1979)
- S.O.S. Titanic (1979) (telefilme)
- The Oldest Living Graduate (1980)
- The Acorn People (1981)
- Advice to the Lovelorn (1981)
- Miss All-American Beauty (1982)
- Dixie: Changing Habits (1983)
- The Dinon Murder Case (1983)
- Ernie Kovacs: Between the Laughter (1984]
- Breakfast with Les and Bess (1985)
- Deadly intentions (1985)
- Blind Alleys (1985)
- The Little Troll Prince (1985) (voz)
- Shadow Play (1986)
- The Facts of Life (membro do elenco de 1986 – 1988)
- The Facts of Life Down Under (1987)
- The Nutt House (1989]]) (cancelado após onze episódios)
- Fine Things (1990)
- In Broad Daylight (1991)
- Walter & Emily (1991 - 1992)
- A Little Piece of Heaven (1991)
- Spies (1992)
- Fade to Black (1993)
- Without a Kiss Goodbye (1993)
- Miracle Child (1993)
- The Simpsons (1993) (voz)
- Double, Double, Toil and Trouble (1993)
- The Nanny (1994)
- Between Love and Honor (1995)
- Annabelle's Wish (1997) (voz)
- Thanks (1999 - 2000)
- Malcolm em the Middle (membro do elenco regular de 2001 - 2006)
- The Ellen Show (2001 - 2002)
- The Twilight Zone (2002), "It's Still a Good Life" (2003)
- Crazy Love (2003) (piloto)
- Mrs. Harris (2005)
- Two and a Half Men (2005)
- The Great Malones (2006) (piloto)
- Lake Placid 2 (2007)
- Roast of Bob Saget (2008)
- Dancing with the Stars (regular em 2008)
- Love Takes Wemg (2009)
- The Office (após-Super Bowl XLIII "Stress Relief" (2009)
- Phineas and Ferb (2009)
- Hawthorne (2009)
- Raising Hope (2010–2014)
- American Gods (2017-2021)

### Teatro
- Sundown Beach (7 de setembro - 11 de setembro de 1948) (Broadway)
- South Pacific (7 de abril de 1949 – 16 de janeiro de 1954) (substituiu Martha Wright) (Broadway)
- Come Back, Little Sheba (15 de fevereiro - 29 de julho de 1950) (deixou o elenco para estrelar em As You Like It)
- As You Like It (26 de janeiro - 3 de junho de 1950) (Broadway)
- A Story for a Sunday Evening (17 de novembro - 25 de novembro de 1950) (Broadway; venceu o Theatre World Award)
- Lo and Behold! (12 de dezembro de 1951 – 12 de janeiro de 1952) (Broadway)
- Dear Barbarians (21 de fevereiro - 24 de fevereiro de 1952) (Broadway)
- Sunday Breakfast (28 de maio - 8 de junho de 1952) (Broadway)
- The Crucible (22 de janeiro - 11 de julho de 1953) (substituiu Madeleine Sherwood) (Broadway)
- King of Hearts (1 de abril - 27 de novembro de 1954) (Broadway)
- A Touch of the Poet (2 de outubro de 1958 – 13 de junho de 1959) (substituiu Kim Stanley) (Broadway)
- Masquerade (16 de março de 1959) (Broadway)
- A Fatal Weakness (1985) (Mônaco)
- Grandma Moses: An American Primitive (1989 – 1990) (one woman show; tour nacional)
- Show Boat (1994) (digressão nacional)